# Los miserables (miniserie)
Los miserables (en francés, Les Misérables) es una miniserie de televisión basada en la histórica novela francesa del mismo nombre de Víctor Hugo para la cadena BBC. La miniserie, adaptada por Andrew Davies y dirigida por Tom Shankland, protagonizada por Dominic West, David Oyelowo y Lily Collins. BBC Studios se encarga de la distribución de la serie.
La miniserie consta de seis episodios. Se emitió en el Reino Unido en BBC One entre el 30 de diciembre de 2018 y el 3 de febrero de 2019.

## Elenco y personajes

### Principales
- Dominic West como Jean Valjean
- Lily Collins como Fantine Thibault
- David Oyelowo como Javert
- Adeel Akhtar como el Señor Thénardier
- Johnny Flynn como Felix Tholomyès
- Henry Lloyd-Hughes como el Coronel Pontmercy
- David Bradley como Señor Gillenormand
- Derek Jacobi como El Obispo Myriel
- Ron Cook como Distribuidor de Cabello y Dientes
- Alan David como el Escriba
- Kathryn Hunter como la Señora Victurnien
- Olivia Colman como la Señora Rosalie Thénardier
- Enzo Cilenti como Rivette
- Josh O'Connor como Marius Pontmercy
  - Raphael Bishop y Woody Norman como el joven Marius
- Ellie Bamber como Cosette
  - Mailow Defoy y Lia Giovanelli como la joven Cosette
- Erin Kellyman como Éponine Thénardier
  - Sienna Barnes y Tiarna Williams como la joven Éponine
- Joseph Quinn como Enjolras
- Donald Sumpter como el Señor Mabeuf
- Turlough Convery como Grantaire
- Archie Madekwe como Courfeyrac

### Recurrentes e Invitados
- Alex Jarrett como Azelma Thénardier
  - Amani Johnson e Isabelle Lewis como la joven Azelma
- Reece Yates como Gavroche
  - Emmanuel Goffin como el joven Gavroche
- Emma Fielding como Nicolette
- Charlotte Dylan como Favourite
- Ayoola Smart como Zéphine
- Hayley Carmichael como la Señora Magloire
- Liz Carr como la Conserje de Fantine
- Ashley Artus como Gendarme
- Matthew Steer como Blachevelle
- Lorcan Cranitch como Inspector en Jefe
- Georgie Glen como Abbess
- Anna Calder-Marshall como la Señora Rully
- Natalie Simpson como Hermana Simplice
- Angela Wynter como Toussaint

## Episodios
| N.º | Título      | Dirigido por  | Escrito por   | Fecha de emisión original | Audiencia (millones) |
| --- | ----------- | ------------- | ------------- | ------------------------- | -------------------- |
| 1 | «Episode 1» | Tom Shankland | Andrew Davies | 30 de diciembre de 2018   | 5.95                 |
| Después de la Batalla de Waterloo, el Señor Thénardier intenta saquear las posesiones de los soldados caídos pero termina rescatando a un oficial francés. Mientras tanto, el joven Marius Pontmercy es criado por su abuelo monárquico conservador el Señor Gillenormand, quien le impide a su yerno el Coloner Georges Pontmercy tener nada que ver con su hijo. Cumpliendo una condena de 19 años de prisión por robar una hogaza de pan, Jean Valjean soporta los trabajos forzados y el abuso frecuente de los guardias de la prisión, en particular el carcelero Javert. Después de ser liberado, Valjean es condenado al ostracismo por gran parte de la sociedad debido a su condición de delincuente. El amable Obispo Myriel se apiada de Valjean, dándole refugio y salvándolo de la policía después de robar una canasta de cuchillos y tenedores de plata. Valjean le roba una moneda a un niño de doce años llamado Petit Gervais. Con remordimientos, intenta devolver la moneda, pero el niño huye. En otro lugar, Fantine se enamora de Félix Tholomyès. Sin embargo, la abandona para regresar con su familia, dejando a Fantine y a su hija Cosette. |             |               |               |                           |                      |
| 2 | «Episode 2» | Tom Shankland | Andrew Davies | 6 de enero de 2019        | 5.63                 |
| Seis años después, Valjean se ha convertido en un rico propietario de una fábrica y alcalde de Montreuil-sur-Mer, adoptando el nombre del Señor Madeleine. El Señor Madeleine tiene una relación tensa con el nuevo jefe de policía Javert, que sospecha que es Valjean después de que el alcalde le levanta la rueda de un carruaje a un hombre. Fantine deja a su hija pequeña al cuidado de los Thénardier, que explotan a Cosette como sirvienta en su hotel y bar. Fantine encuentra trabajo en la fábrica de Valjean pero es despedida por Valjean por ocultar información sobre su hija ilegítima. Forzada a prostituirse, Fantine vende su pelo largo y dos dientes delanteros para pagar la pensión de Cosette. Después de que Fantine ataca a una clienta abusiva, Valjean la salva de ser encarcelada y paga por su tratamiento en la enfermería. Javert se disculpa más tarde con el Señor Madeleine después de recibir la noticia de que un hombre identificado como Valjean se enfrenta a un juicio por robo a Petit Gervais. Valjean promete reunir a Fantine con su hija. Mientras tanto, el viejo Marius Pontmercy, que está cada vez más desilusionado con el desprecio de su abuelo por los pobres, se reúne con su padre moribundo en su lecho de muerte. |             |               |               |                           |                      |
| 3 | «Episode 3» | Tom Shankland | Andrew Davies | 13 de enero de 2019       | 5.29                 |
| Valjean viaja a Arras donde salva a Champmathieu de ser encarcelado de por vida identificándose como Valjean. Valjean es enviado de vuelta a Hulk, pero no sin antes pasar un momento tierno con un Fantine de corazón roto. Después de dos años de cadena perpetua, Valjean se escapa tras un accidente de ahogamiento. Cumpliendo su promesa a Fantine, compra la libertad de Cosette por 1.500 francos. Buscando más dinero, el Señor Thénardier intenta recuperar a Cosette pero es derrotado por Valjean. La fortuna de los Thénardier empeora cuando Javert descubre que han vendido a Cosette y se las arregla para que sus acreedores recuperen su hotel. Valjean y Cosette escapan a París donde comienzan una nueva vida. Una inquilina reconoce a Valjean y se lo informa a Javert. Después de una persecución, Valjean y Cosette obtienen santuario de las monjas del convento de Petit-Picpus. Las monjas aceptan educar a Cosette y esconder a Valjean de Javert. |             |               |               |                           |                      |
| 4 | «Episode 4» | Tom Shankland | Andrew Davies | 20 de enero de 2019       | 5.34                 |
| Ocho años después, Cosette se ha convertido en una hermosa mujer adolescente. Después de dejar el convento de Petit-Picpus, Valjean se ha convertido en un rico filántropo que ayuda a los pobres. Mientras tanto, Marius se ha alejado de su abuelo debido a su visión liberal y anti-monárquica y se muda a un edificio de apartamentos. Sus vecinos son los Thénardier, que ahora viven en la pobreza y han recurrido al crimen. Cosette se enamora de Marius después de encontrarse con él en el Jardín de Luxemburgo de París. Perseguido por la trágica vida de Fantine, la madre de Cosette, Valjean prohíbe a Cosette tener una relación con cualquier hombre joven. Éponine se desilusiona con las actividades criminales de su padre y fraterniza con Marius. Los Thénardier pronto descubren que Valjean vive en París y planean la venganza. Marius escucha su argumento e informa a Javert, que lo equipa con dos pistolas. Los Thénardier y sus cómplices atraen a Valjean a una trampa, pero él es capaz de luchar contra ellos. Marius alerta a la policía, que detiene a los Thénardier y a sus cómplices. Valjean está herido pero se escapa. Marius se entera de que el Señor Thénardier fue el hombre que salvó a su padre en Waterloo, lo que lo puso en un dilema. |             |               |               |                           |                      |
| 5 | «Episode 5» | Tom Shankland | Andrew Davies | 27 de enero de 2019       | 5.15                 |
| Éponine y Azelma son liberadas, pero la Señora Thénardier es encarcelada. Cosette continúa su relación secreta con Marius, que está enamorado de ella. Marius busca la aprobación de su abuelo para casarse con Cosette, pero se va después de que el Señor Gillenormand hace comentarios despectivos sobre su amante. Temiendo por la seguridad de Cosette, Valjean se prepara para mudarse a Inglaterra. El Señor Thénardier escapa e intenta invadir la casa de Valjean, pero es frustrado por Éponine. Tras el intento de invasión, Valjean y Cosette se mudan a otra casa. Los Amigos del ABC lanzan una revolución: la Rebelión de junio de 1832 contra la monarquía Orleana, levantando barricadas callejeras. Durante el levantamiento, Javert es capturado por los republicanos. Creyendo que Cosette está perdida, un enfermo Marius se une al levantamiento republicano y ayuda a detener una ofensiva de las tropas del gobierno. Éponine sacrifica su vida para salvar a Marius y entrega la carta de Cosette. Después de descubrir la relación secreta de Cosette con Marius, Valjean decide enfrentarse a él. |             |               |               |                           |                      |
| 6 | «Episode 6» | Tom Shankland | Andrew Davies | 3 de febrero de 2019      | 5.47                 |
| El ejército francés asalta las barricadas y mata a muchos revolucionarios. Valjean se enfrenta a Javert pero le perdona la vida y le permite escapar. Conociendo el amor de Cosette por Marius, Valjean lleva al herido Marius por las alcantarillas de París. Los Thernadier permite que Valjean y Marius salgan de las alcantarillas a cambio de un pago. Valjean y el inconsciente Marius son detenidos por Javert y sus hombres. Después de devolver a Marius a su abuelo, Javert decide no arrestar a Valjean. Después de proponer reformas en el tratamiento de los presos, Javert se lanza al Sena, incapaz de conciliar la clemencia de Valjean y el respeto de la ley. Con la aprobación de Valjean y Gillernomand, Marius y Cosette se casan. Justo antes de su boda, Valjean le confiesa a Marius que fue un ladrón en el pasado, y que desaparecerá de sus vidas después de la boda. Marius no se da cuenta de que Valjean fue quien le salvó la vida. Después de regresar de su luna de miel, un vengativo Thernadier se acerca a Marius y Cosette, y amenaza con contarles a todos que Valjean había matado a un joven en las alcantarillas. Sin embargo, Marius ve a través de sus mentiras y finalmente se da cuenta de que Valjean salvó su vida durante el levantamiento. Él y Cosette encuentran a un valjeano moribundo en una aldea rural donde Cosette pasa tiempo con su padre adoptivo en su lecho de muerte. |             |               |               |                           |                      |

## Producción

### Desarrollo
The Weinstein Company fue establecido inicialmente para coproducir la serie y servir como su distribuidor en los EE. UU. y China. El estudio fue abandonado, sin embargo, a raíz de las acusaciones de abuso sexual contra Harvey Weinstein.

### Rodaje
El rodaje de la serie comenzó en febrero de 2018 en Bélgica y el norte de Francia.

## Lanzamiento

### Distribución
BBC Studios se encarga de la distribución de la serie. La miniserie, que consta de seis episodios, se estrenó el 30 de diciembre de 2018. En Nueva Zelanda, la serie fue lanzada en TVNZ 1 y su servicio de streaming gratuito TVNZ OnDemand.
En Estados Unidos, la serie se emitió en PBS entre el 21 de abril de 2019 hasta el 19 de mayo de 2019. En España estrenará el 15 de noviembre de 2019 en #0. En Latinoamérica se lanzará el 12 de diciembre de 2019 en Starz Play.

## Recepción
Los miserables ha recibido reseñas positivas por parte de la crítica. En Rotten Tomatoes la miniserie tiene un índice de aprobación del 93%, basado en 30 reseñas, con una calificación promedio de 7.46/10. El consenso crítico del sitio dice, «La hábil adaptación de Andrew Davies del clásico de Victor Hugo, que tantas veces ha sido reprendido, ofrece a los espectadores una nueva intimidad con estos marginados y revolucionarios, que son hábilmente traídos a la vida por un elenco repleto de estrellas». En Metacritic, tiene puntaje promedio ponderado de 79 sobre 100, basada en 11 reseñas, lo que indica «criticas generalmente favorables».
La actuación de Collins como Fantine recibió elogios por parte de la crítica. Alexandra Pollard de The Independent elogió su actuación, diciendo: «toca el trágico Fantine con firmeza y gracia», y lo describió como «magnífico». La actuación de West como Valjean en el episodio final también recibió elogios por parte de la crítica. Gabriel Tate de The Telegraph elogió su actuación, diciendo: «Dominic West se roba el show en un final conmovedor».
PBS describió a la miniserie como «una delicia apasionante, con un reparto vibrante y que se toma su tiempo para desentrañar el melodrama y ofrecer miradas amorosas a la Francia del siglo XIX». Se «ajusta al material original sin saltarse demasiadas motivaciones de la trama o del personaje», siendo el material original la novela del siglo XIX de Victor Hugo. El casting es elogiado, con muchas actuaciones fuertes. La trama no puede contener todos los detalles de la novela de Hugo sobre sus personajes en una época tumultuosa en Francia, pero «cuando se disparan todos los cañones y se toman las últimas posiciones, los sacrificios que se hacen no parecen insignificantes». La historia se cuenta manteniendo «clara la narración y permitiendo que las escenas impulsadas por los personajes respiren».